# Éric Struelens
Éric Struelens (nacido el 3 de noviembre de 1969 en Watermael-Boitsfort, Bruselas) es un exjugador de baloncesto belga que jugó durante 7 temporadas en la Liga ACB, además de haber jugado en la liga belga y francesa. Con 2,06 metros de altura, jugaba en la posición de pívot. Desde 2018 es entrenador asistente en el BCM Gravelines de la Pro A francesa.

## Trayectoria deportiva
Comenzó su trayectoria profesional jugando en el equipo del Racing de Malines de Bélgica, fichando en 1995 por el Charleroi, uno de os equipos más potentes de la liga belga, en donde promedió 15,9 puntos y 9,2 rebotes por partido. En Bélgica consigue encadenar 7 títulos de liga consecutivos.
En 1996 ficha por el Racing de París de la liga francesa, donde permanece 2 temporadas, antes de fichar por el Real Madrid de la Liga ACB, donde jugaría durante 4 temporadas, ganando el título de campeón en el año 2000. En la temporada 2002-03 ficha por el Casademont Girona, donde permanece hasta 2005, cuando fue cortado por el equipo, fichando por el Panellinios Atenas de la liga Griega, donde acabaría la temporada promediando 7,7 puntos y 7,4 rebotes por partido.
En 2005 regresa a su país natal, firmando con el Royal Atomia Brussels, donde jugaría sus últimas tres temporadas, antes de retirarse en 2008.

### Equipos
- 1985 - 1987 : Arena Wemmel (4ª división provincial)  Bélgica
- 1987 - 1988 : Excelsior Bruxelles (División 4)  Bélgica
- 1988 - 1995 : Racing Malinas  Bélgica
- 1995 - 1996 : Spirou Charleroi  Bélgica
- 1996 - 1998 : PSG Paris (Liga francesa)  Francia
- 1998 - 2002 : Real Madrid (Liga ACB)  España
- 2002 - 2005 : Casademont Girona (Liga ACB)  España
- 2005 - 2005 : Panellinios Atenas (A1 Ethniki)  Grecia
- 2005 - 2007 : Royal Atomia Bruxelles  Bélgica
- 2007 - 2008 : Excelsior Brussels (División 3)  Bélgica